# Paróquia de Nossa Senhora de Fátima (Macau)

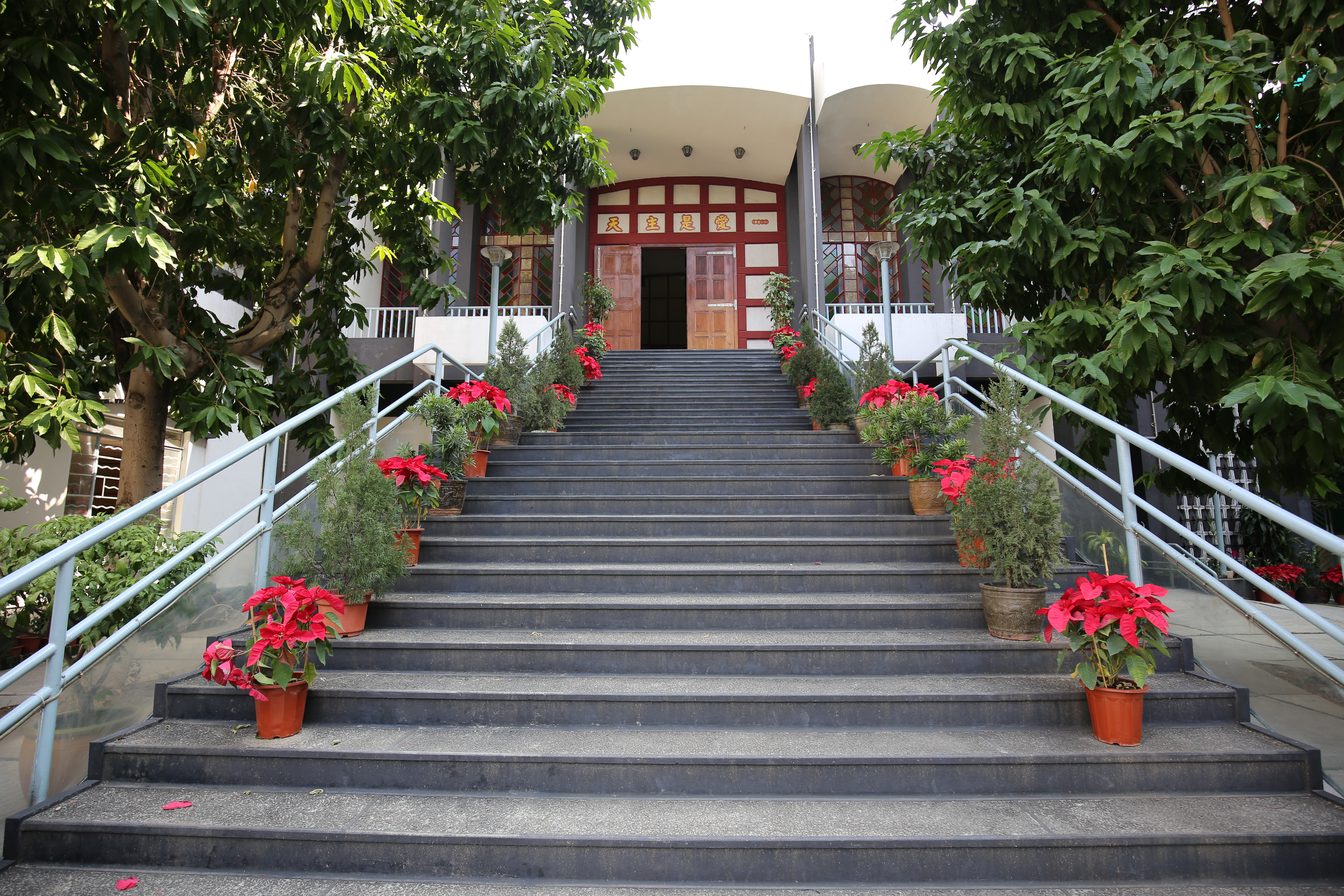
Paróquia de Nossa Senhora de Fátima

A Paróquia de Nossa Senhora de Fátima é uma paróquia da Diocese de Macau. A sua igreja matriz, localizada na Freguesia de Nossa Senhora de Fátima, é a Igreja de Nossa Senhora de Fátima. Constituída no século XX, esta paróquia serve essencialmente os católicos que vivem no norte da Península de Macau.